# Sanakht
Sanakht (aussi appelé Hor-Sanakht) est un roi de la IIIe dynastie de l'Ancien Empire. Sa position chronologique est incertaine. De nombreux égyptologues associent Sanakht au nom de cartouche Nebka, même s'il n'y a pas de consensus.

## Attestations

### Attestations contemporaines
Les attestations contemporaines du nom d'Horus Sanakht sont les suivantes :
- plusieurs empreintes de sceaux trouvées dans K2 de Beit Khallaf, dont celle numérotée E 5251 portant les restes d'un cartouche[1],
- une empreinte de sceau trouvée dans les restes d'un bâtiment de la IIIe dynastie à Éléphantine, l'inscription du sceau suggère un bâtiment administratif lié au domaine royal[1],
- des empreintes de sceaux découverts dans une salle du coin nord-est du temple funéraire du complexe de Djéser à Saqqarah, ces empreintes sont liées à la fourniture du culte funéraire du roi défunt Djéser[2] (il a pu être écrit que des empreintes de sceaux de Sanakht avaient été découvertes dans les galeries des magasins situés dans le secteur nord-ouest du complexe, mais ceci est une erreur[3]),
- une paire d'inscriptions rupestres situées au Ouadi Maghara ; l'une des scènes montre le roi portant la couronne blanche, précédé de l'étendard du dieu Oupouaout et d'un sanctuaire surmonté d'un faucon ; la seconde scène montre le roi portant la couronne rouge et frappant un ennemi captif[4].

Le nom de Nebka, toujours en cartouche, ferait partie de la titulature de Sanakht, et est également attesté par un ou deux document(s) :
- l'un des titres du haut-fonctionnaire Akhetaâ, ayant exercé vers la fin de la IIIe dynastie : « prêtre du roi Nebka » ; mais ce titre est sujet à débat : Akhetaâ était-il un prêtre servant le culte du roi régnant ou celui d'un roi déjà décédé ?[7],
- une empreinte fragmentaire de sceau, numérotée E 5251, trouvée dans le mastaba K2 de Beit Khallaf, portait une inscription composée du nom d'Horus Sanakht et de ce qui semble être un nom dans un cartouche dont il ne reste presque rien et qui a été reconstruit comme ...-ka[7].

Le nom de Nebty Djeseret-Ânkh-Nebty, connu par une unique attestation, ferait partie de la titulature de Sanakht selon l'hypothèse de Jean-Pierre Pätznick :
- une étiquette en ivoire d'un pagne royal (šnḏw.t) retrouvée parmi le matériel funéraire du roi enterré dans le complexe funéraire traditionnellement attribué à Sekhemkhet[8].

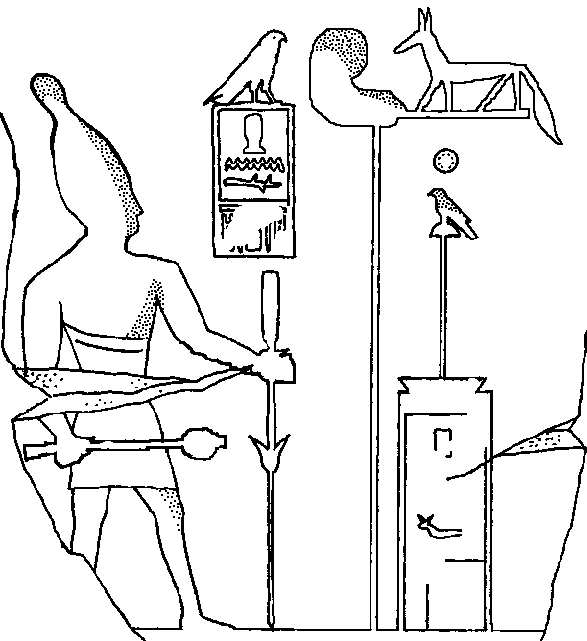
Relief de Sanakht portant la couronne blanche et provenant du Ouadi Maghara.
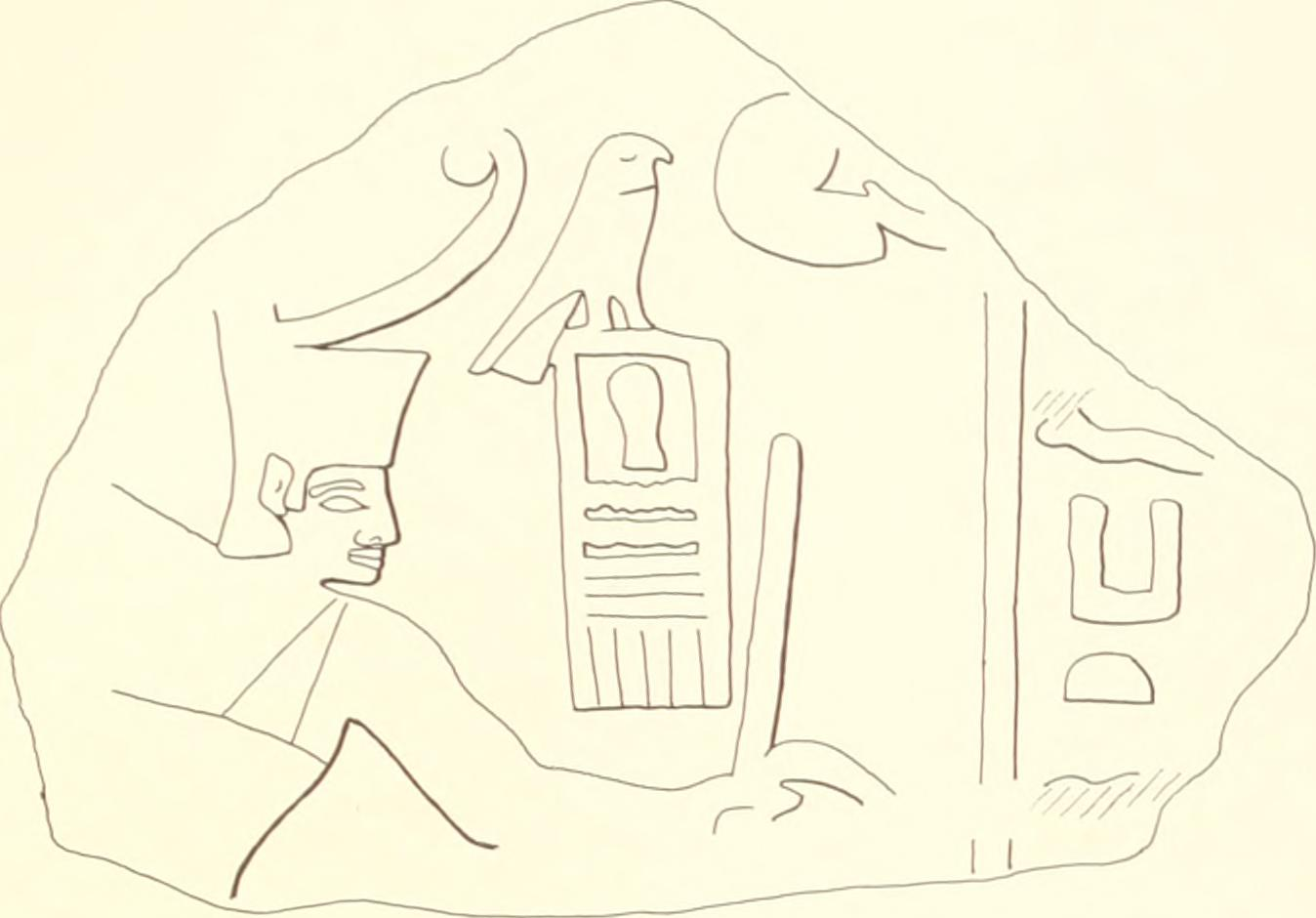
Relief de Sanakht portant la couronne rouge et provenant du Ouadi Maghara.
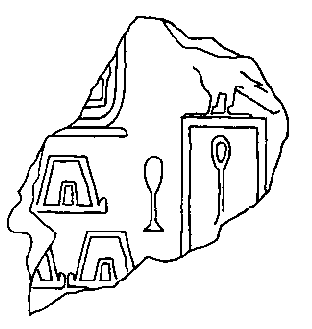
Fragment du sceau d'argile E 5251 tel que reconstitué par Stadelmann.
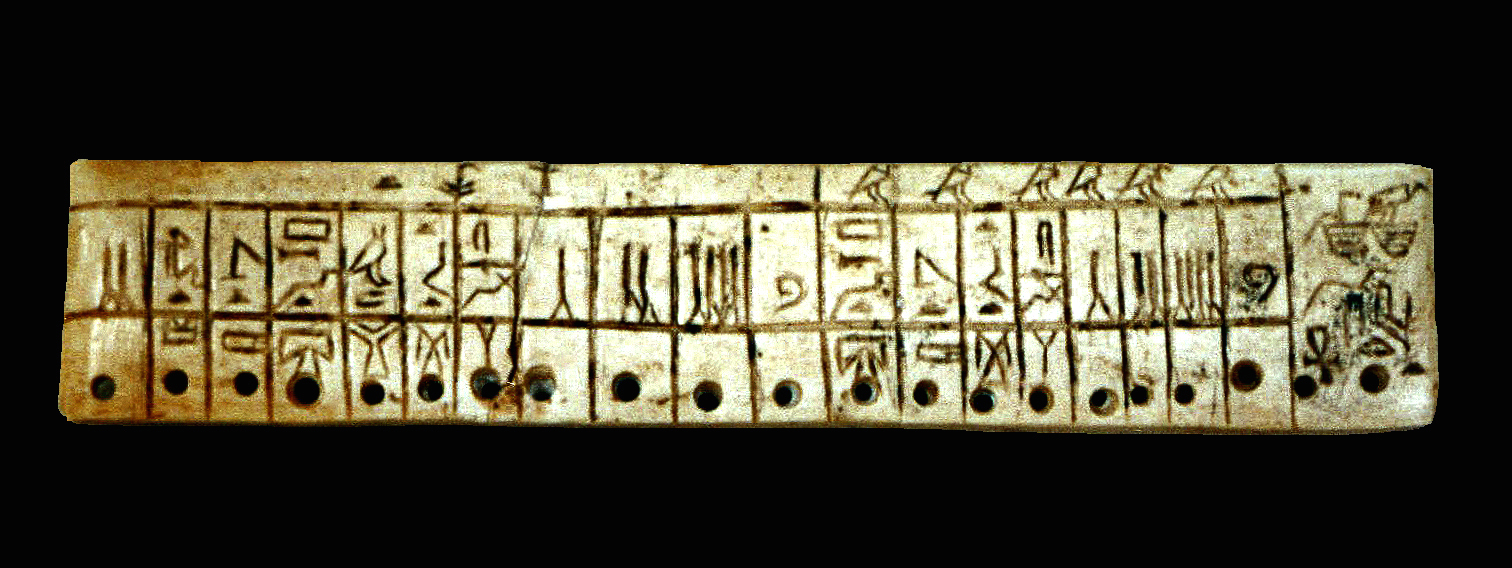
Étiquette d'ivoire trouvée dans les appartements souterrains de la pyramide traditionnellement attribuée à Sekhemkhet et inscrit à droite au nom de Nebty Djeseret-Ânkh-Nebty.

### Attestations ultérieures
Seuls le nom Nebka et des variantes et diminutifs du nom Djeseret-Ânkh-Nebty sont attestés après la IIIe dynastie.

#### Attestations du nomNebka
Les sources de l'Ancien Empire mentionnant le nom Nebka sont au nombre de deux :
- un nom de domaine royal formé avec celui de Nebka est listé dans le complexe funéraire du roi Niouserrê (Ve dynastie)[9],
- un fonctionnaire de la Ve dynastie, enterré dans un mastaba en contrebas de la chaussée du complexe funéaire d'Ounas, c'est-à-dire juste au sud du complexe funéraire de Djéser, portait le nom basilophore Niânkh-Nebka[9].

Les sources postérieures à l'Ancien Empire ne sont qu'au nombre de trois ou quatre et ne mentionnent que le roi Nebka :
- le papyrus Westcar portant une copie datée de la fin de la XVIIe dynastie d'un texte littéraire plus ancien (vers la XIIIe dynastie) ; ce texte littéraire parle de quatre histoires, chacune liée à un roi (dans l'ordre Djéser, Nebka, Snéfrou et Khoufou) ; concernant Nebka, il est accompagné d'un grand prêtre ritualiste et magicien nommé Ouba-iner, ce qui signifie « Celui qui ouvre/perce la pierre », rappelant le titre d'Imhotep Oupou-iner (« Celui qui perce la pierre »)[10],[11],[9],
- la liste royale d'Abydos, datée du règne de Séthi Ier (XIXe dynastie), dans laquelle le nom de Nebka est inscrit à la quinzième position juste avant le nom Djésersa, habituellement associé à Djéser[12],
- le canon royal de Turin, daté de la XIXe dynastie, dans lequel le nom de Nebka est inscrit à la quatrième position de la quatrième colonne, juste avant le nom Djéserit, habituellement identifié à Djéser ; le papyrus lui compte dix-neuf ans de règne[12],
- enfin, la table de Saqqarah, datée du règne de Ramsès II (XIXe dynastie), dans laquelle le nom de Nebkarê est inscrit à la quatorzième position juste avant le nom Houni, ce dernier étant le dernier nom de la IIIe dynastie de la liste ; ce nom n'est pas systématiquement associé au roi Nebka dans les reconstitutions des chercheurs[13].

Concernant les listes manéthoniennes, Africanus et Eusèbe de Césarée nomment à la première position de la dynastie, c'est-à-dire à la position donnée à Nebka sur les listes ramessides, Necheróphes/Necheróphis. Africanus lui donne d'ailleurs vingt-huit ans de règne et dit de lui qu'il dut faire face et contenir une révolte des Libyens. Cette information, donnant une mauvaise image du souverain, qu'elle soit véridique ou non, rappelle le Papyrus Westcar qui donnait également une mauvaise image du souverain.

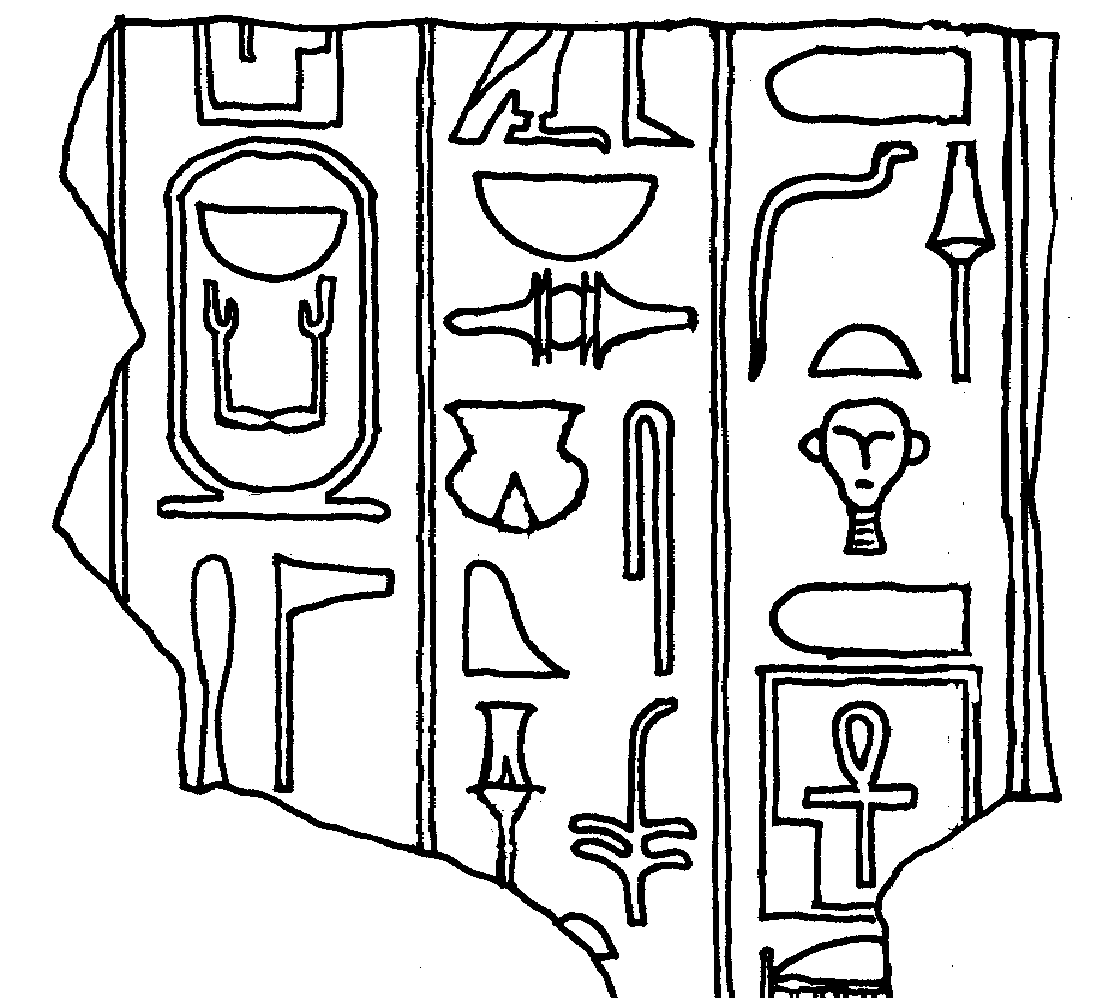
Relief provenant de la tombe d'Akhetaâ et mentionnant son titre de « prêtre du roi Nebka ».
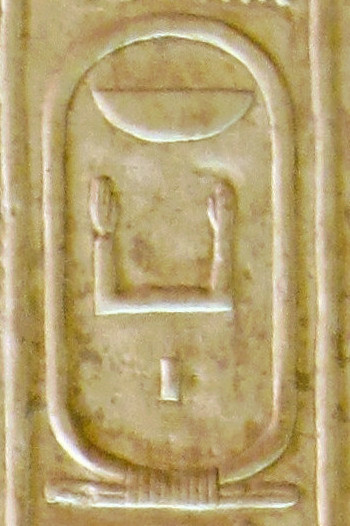
Cartouche de Nebka dans la liste d'Abydos.
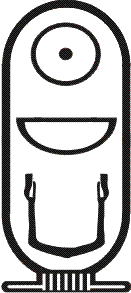
Cartouche de Nebkarê dans la table de Saqqarah.

#### Attestations du nomDjeseret-Ânkh-Nebty
Concernant l'Ancien Empire, une seule source pourrait concerner ce nom de Djeseret-Ânkh-Nebty : dans la tombe G1011 de Mesdjérou à Gizeh datée de la Ve dynastie, une liste de six rois est inscrite quatre fois et présente dans l'ordre Bedjataou (identifié dans les listes royales ramessides à Hotepsekhemouy, premier roi de la IIe dynastie), Téti, Djédefrê, Khâfrê, Sahourê et Néferirkarê. L'identification de ce Téti à Djeseret-Ânkh-Nebty est probable par la comparaison avec les listes royales ramessides.
Un relief de la tombe de Mahou, dépositaire du Trésor du début de la XIXe dynastie, représente successivement les rois Djésernoub (probablement Djéser), Téti, Ouserkaf et a minima un autre roi dont seules les traces d'un cartouche demeurent. Là aussi, l'identification de ce Téti à Djeseret-Ânkh-Nebty est probable par la comparaison avec les listes royales ramessides.
Concernant les listes royales ramessides, elles donnent en effet des noms correspondant à Djeseret-Ânkh-Nebty :
- la liste royale d'Abydos, datée du règne de Séthi Ier (XIXe dynastie), dans laquelle le nom de Téti est inscrit à la dix-septième position juste après le nom Djésersa, habituellement associé à Djéser[12],[18],
- le canon royal de Turin, daté de la XIXe dynastie, dans lequel le nom de Djéserty est inscrit à la sixième position de la quatrième colonne, juste après le nom Djéserit, habituellement identifié à Djéser ; le papyrus lui compte six ans de règne[12],[18],
- enfin, la table de Saqqarah, datée du règne de Ramsès II (XIXe dynastie), dans laquelle le nom de Djésertéti est inscrit à la treizième position juste après le nom Djéser[12],[18].

Une statuette de la XXVIe dynastie représentant un certain Iâhmes (ou Ahmosé), qui est « prophète du roi du double-pays Netjerikhet-Djéser » et « prêtre de Djésertéti», associant à nouveau Djéser et Djésertéti/Téti, c'est-à-dire Djeseret-Ânkh-Nebty ; cette statuette se trouve aujourd'hui à Berlin et est numérotée ÄM14765.
Concernant les listes manéthoniennes, Africanus nomme à la troisième position de la dynastie, c'est-à-dire à la position donnée à Djéserty/Téti sur les listes ramessides, Týreis et lui donne d'ailleurs sept ans de règne.

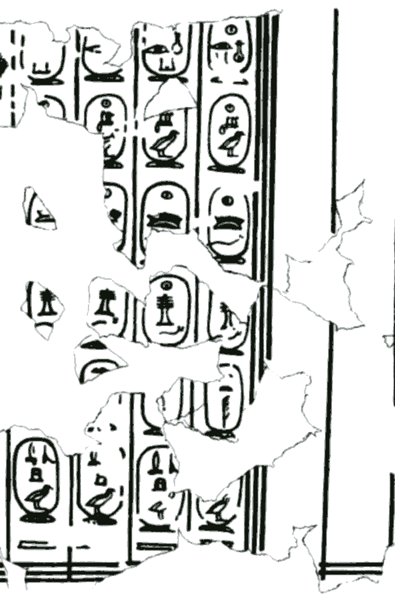
Quatre colonnes montrant la liste des six noms royaux, dont Téti à la deuxième position en partant du bas - tombe G1011 de Mesdjérou à Gizeh.
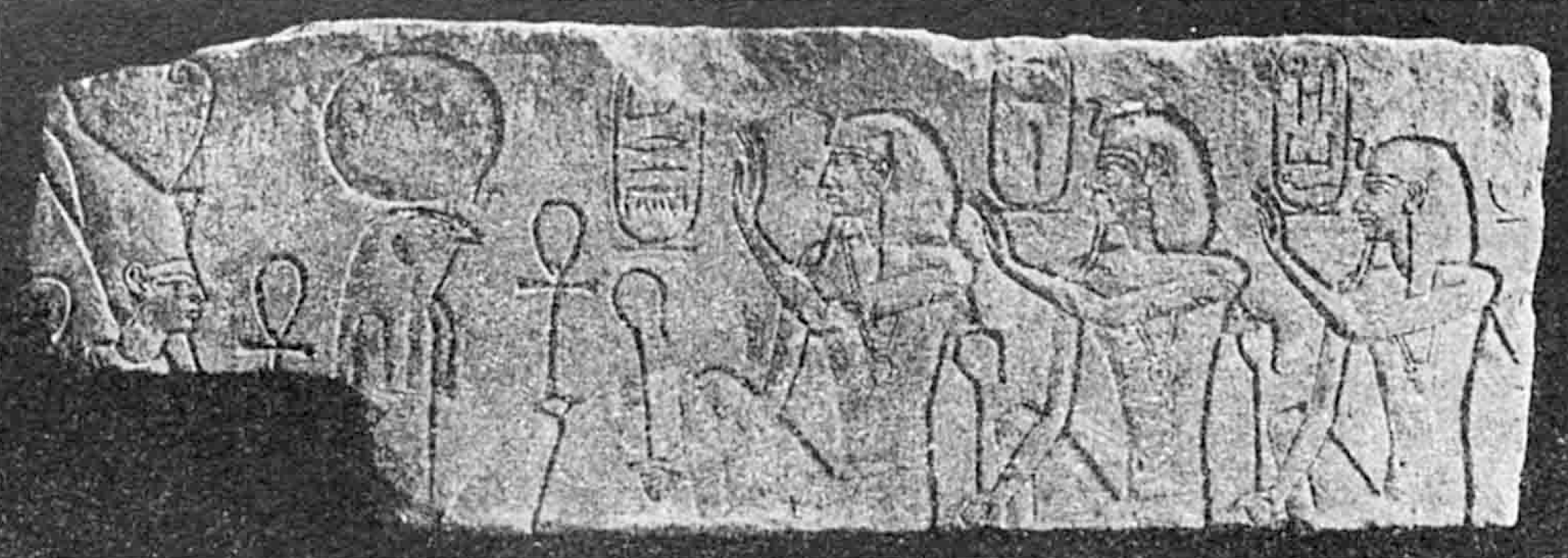
Relief représentant de gauche à droite Djésernoub, Téti et Ouserkaf - tombe de Mahou à Saqqarah.
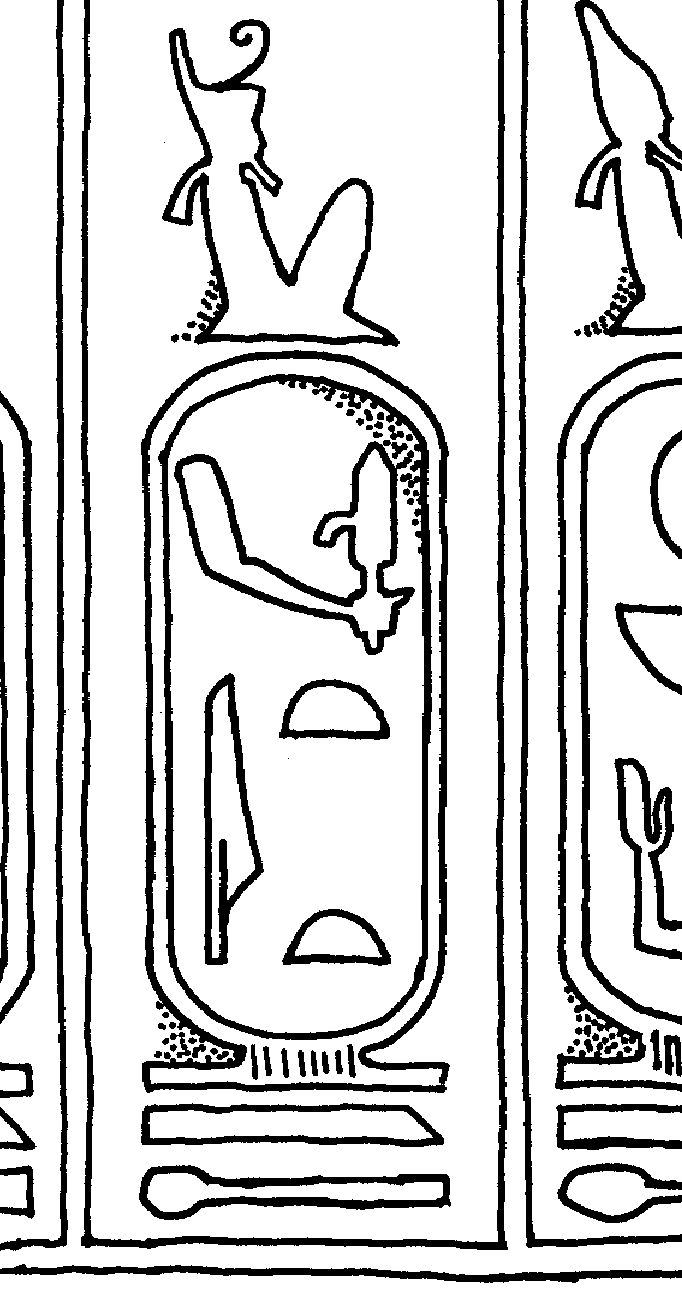
Cartouche de Djésertéti dans la table de Saqqarah.
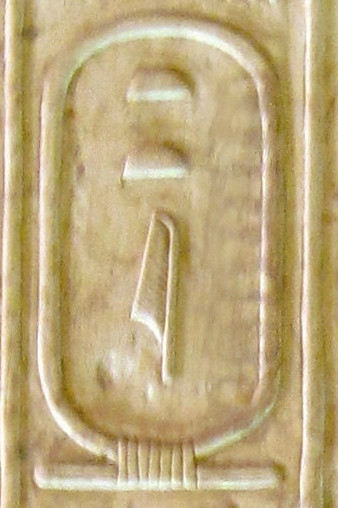
Cartouche de Téti dans la liste d'Abydos.

## Identité et position chronologique
L'identité et la position de Sanakht dans la IIIe dynastie ne sont pas tout à fait claires et font toujours l'objet de débats.

### Hypothèse ancienne issue de la tradition
Les sources ultérieures, faisant souvent force de loi chez les premiers égyptologues, ont été utilisées par ces derniers avec un peu trop de poids et les ont conduits à émettre une hypothèse ancienne, aujourd'hui souvent contestée, dans laquelle le nom de Nesout-bity Nebka et le nom d'Horus Sanakht furent associés à deux rois différents. Le roi Nebka était considéré comme le fils de Khâsekhemouy et le père ou le frère de Djéser et était positionné chronologiquement entre Khâsekhemouy et Djéser, tandis que l'Horus Sanakht était placé après Djéser.

### Identification avec le roi Nebka
Une étude a démontré que les restes de cartouche présents sur l'empreinte de sceau E 5251 du mastaba K2 de Beit Khallaf, inscrit également au nom de Sanakht, étaient celui de Nebka. L'identification de Nebka à Sanakht a donc convaincu plusieurs chercheurs, dont Toby Wilkinson et Michel Baud. De même, Dietrich Wildung favorise l'assimilation de Nebka avec Sanakht, bien qu'il doute de la validité du sceau comme preuve puisqu'il est trop gravement endommagé pour lire avec certitude l'inscription.
Plus récemment, Jean Pierre Pätznick a émis l'hypothèse suivante : si Nebka est bien le nom en cartouche inscrit sur l'empreinte de sceau E 5251, son identification à l'Horus Sanakht n'est pas certaine. Au travers de plusieurs éléments (lecture du sceau renvoyant les mentions de Sanakht et de Nebka à deux personnes différentes ; titres d'Akhetaâ, entre autres prêtre de Nebka, très similaires à ceux inscrits dans le complexe funéraire de Djéser ; roi Nebka très vénéré à l'Ancien Empire, etc.), il identifie Nebka à l'Horus Netjerikhet, c'est-à-dire à Djéser. Il conclut même son étude en interprétant les noms de Nebka et Djéser comme étant le nom retenu par la postérité par deux traditions différentes une tradition memphite locale retenant le nom de Djéser et une tradition officielle retenant le nom de Nebka, les deux traditions se mélangeant par la suite, raison pour laquelle les listes d'Abydos et du Canon royal de Turin mentionnent les deux rois tandis que la liste de Saqqarah, à caractère moins officielle, étant inscrite dans la tombe du scribe Tjuneroy, ne présente que la tradition locale et ne mentionne donc que le nom de Djéseré.

#### Autres hypothèses désuètes
John D. Degreef, Nabil Swelim et Hans Wolfgang Helck sont contre l'assimilation de Nebka à Sanakht. Nabil Swelim identifie Nebka avec le nom d'Horus Khaba, et il identifie Sanakht avec un roi Mésochris mentionné par Manéthon, considérant ceci comme une forme hellénisée du nom de Nesout-bity de Sanakht.
Jürgen von Beckerath, Hans Wolfgang Helck, Dietrich Wildung et Peter Kaplony ont proposé que le nom d'Horus de Sanakht soit celui de l'obscur Horus Sa, considérant le nom Sa comme une forme courte de Sanakht. De là, Wolfgang Helck a porposé que le nom de Nesout-bity de Sanakht était Ouneg. Le roi Ouneg, cependant, est largement considéré comme ayant régné pendant la IIe dynastie du fait de la découverte de son nom parmi la vaisselle enterrée dans les galeries souterraines du complexe funéraire de Djéser, et la théorie de Helck a été accueillie avec scepticisme.
Ces différentes hypothèses sont toutefois non retenues dans les ouvrages et articles plus récents,,.

### Nom de Nebty
Auparavant, du fait de la découverte dans deux contextes différents du nom d'Horus Sekhemkhet sur des empreintes de sceaux de l'administration égyptienne et du nom de Nebty Ânkh-Djeseret-Nebty sur une étiquette en ivoire d'un pagne royal dans la pyramide à degrés située au sud de celle de Djéser à Saqqarah, ces deux noms furent associés à un seul et même roi. Or, un sceau découvert à Éléphantine remit en cause cette association : en effet, le nom de Nebty associé au nom d'Horus Sekhemkhet est Hetep-Ren,. Ainsi, l'égyptologue Jean-Pierre Pätznick a proposé d'associer le nom Ânkh-Djeseret-Nebty à Sanakht, et proposé également l'identification de cette pyramide à degrés à Sanakht du fait que l'étiquette ne pouvait appartenir qu'au viatique funéraire emporté par le souverain défunt tandis que les empreintes de sceaux pouvaient tout autant appartenir au royal défunt qu'au successeur enterrant ce dernier, la première possibilité étant exclue depuis la découverte du sceau d'Éléphantine.
Andrzej Cwiek, s'il considère la publication du sceau d'Éléphantine comme importante pour la compréhension de la chronologie de la période, réfute complètement la réattribution de la pyramide de Saqqarah à Sanakht, jugeant la proposition complètement spéculative.

### Position chronologique
Si le placement de Sanakht dans la IIIe dynastie ne fait pas débat, sa position chronologique par rapport aux autres rois est quant à elle incertaine.

#### Position par rapport à Djéser
Sur la base d'une étude stylistique, Ilaria Incordino place Sanakht en tant que fondateur de la dynastie. Toutefois, une telle hypothèse n'est pas retenue par la plupart des chercheurs, Andrzej Cwiek allant même jusqu'à réfuter la validité de cette étude, arguant que deux stèles de Snéfrou (premier roi de la IVe dynastie) du Ouadi Maghara sont très différentes dans leur style et leur exécution malgré le fait qu'elles datent du même règne, limitant ainsi très fortement la portée de l'étude d'Ilaria Incordino.
La découverte des sceaux de Sanakht dans le temple funéraire du complexe de Djéser à Saqqarah suggère que l'approvisionnement du culte funéraire de Djéser a eu lieu sous le règne de Sanakht, induisant donc que Sanakht lui a succédé. De plus, à Abydos, la découverte de sceaux de Djéser à l'entrée de la tombe de Khâsekhemouy (dernier roi de la IIe dynastie) permet d'établir que c'est probablement Djéser qui a organisé les funérailles de ce roi. Ainsi, le consensus scientifique actuel va dans le sens d'une succession directe entre Khâsekhemouy et Djéser, tandis que Sanakht serait l'un des successeurs (voire peut-être le successeur direct) de Djéser. Ilaria Incordino objecte que la présence des sceaux de Djéser dans la tombe de Khâsekhemouy montre seulement que Djéser a mené des rituels cultuels en l'honneur de ce roi, et n'implique pas nécessairement que Djéser était le successeur immédiat de Khâsekhemouy, ce qui est vrai mais n'enlève rien à la validité du premier argument (les sceaux de Sanakht dans le temple funéraire de Djéser) induisant que Sanakht a régné après Djéser.

#### Position par rapport aux autres rois
Admettant que Sanakht ait bien régné après Djéser, ce qui est le plus souvent admis, sa position par rapport aux autres rois est quant à elle loin de faire consensus. Une étude a démontré que les restes de cartouche présents sur l'empreinte de sceau E 5251 du mastaba K2 de Beit Khallaf, inscrit également au nom de Sanakht, étaient celui de Nebka. Sur cette base, faisant remarquer l'absence d'utilisation de cartouche au début de la dynastie et s'appuyant sur le fait que Sekhemkhet était le commanditaire de la pyramide de Saqqarah qui lui est traditionnellement attribuée qui est stylistiquement très proche de celle de Djéser, certains chercheurs ont donc placé Sanakht après Sekhemkhet,. À ceci, il a été ajouté que la vaisselle de pierre inscrite, caractéristique de la Période thinite et des règnes de Khaba et Snéfrou, mais pas des règnes de Djéser et Sekhemkhet, rapproche d'autant ce dernier de Djéser (et Khaba de Snéfrou). A contrario, il a également été remarqué que les empreintes de sceaux de Sanakht ont été retrouvées dans le temple funéraire de Djéser mais aussi dans la tombe K2 de Beit Khallaf en compagnie d'empreintes de sceaux de Djéser, contrairement à Sekhemkhet, complètement absent du tombeau de Djéser et du tombeau K2,. Enfin, il peut être souligné que, si les deux pyramides de Saqqarah sont chronologiquement très proches, un règne court intermédiaire n'est en rien inenvisageable. Si ces éléments ne donnent pas d'arguments décisifs, Toby Wilkinson et Michel Baud ont tous les deux eu tendance à placer Sanakht après Sekhemkhet et Khaba,.
Toutefois, à la suite de la publication d'une empreinte de sceau provenant d'Éléphantine associant Sekhemkhet et son nom de Nebty jusque-là inédit, Hétep-Ren-Nebty, Jean Pierre Pätznick a émis une nouvelle hypothèse concernant le commanditaire de la pyramide de Saqqarah qui est traditionnellement attribuée à Sekhemkhet. En effet, deux noms ont été découverts en deux contextes différents dans cette pyramide : le nom de Nebty Djeseret-Ânkh-Nebty attesté sur une étiquette d'ivoire appartenant au mobilier funéraire du commanditaire du complexe funéraire, et le nom d'Horus Sekhemkhet sur des empreintes de sceaux trouvées dans les couloirs menant aux appartements funéraires et pouvant provenir tout autant du propriétaire de la tombe que de celui qui l'a enterré. Le sceau d'Éléphantine et l'étiquette d'ivoire permettent, ensemble, à Jean-Pierre Pätznick d'éliminer la première hypothèse et donc de choisir la seconde : Sekhemkhet n'aurait fait que fournir le mobilier funéraire de son prédécesseur Djeseret-Ânkh-Nebty. Reprennant alors les différents éléments cités au paragraphe précédent, Jean-Pierre Pätznick résout l'incohérence et place Sanakht en tant que successeur de Djéser, prédécesseur de Sekhemkhet et commanditaire de la pyramide de Saqqarah traditionnellement attribuée à Sekhemkhet.
Aidan Dodson, quant à lui, s'il avait initialement placé Sanakht avant Sekhemkhet dans son ouvrage « The Royal Tombs of Ancient Egypt » dont la première édition date de 2016, il a révisé sa chronologie en plaçant Sanakht après Sekhemkhet dans ce même ouvrage publié en 2021. Il n'a cependant pas suivi Jean-Pierre Pätznick quant à la réattribution de la pyramide traditionnellement attribuée à Sekhemkhet. Au contraire, il attribue à Sanakht un monument construit en brique à Abou Rawash et nommé El-Deir,. Quant à Andrzej Cwiek, s'il considère la publication du sceau d'Éléphantine comme importante pour la compréhension de la chronologie de la période, il réfute complètement la réattribution de la pyramide de Saqqarah à Sanakht, jugeant la proposition complètement spéculative.

### Généalogie
La position de Sanakht dans la généalogie de la famille royale est obscure. En effet, les liens unissant les différents rois de la IIIe dynastie, s'ils existent, sont complètement inconnus.

## Règne

### Durée du règne
La durée exacte du règne de Sanakht est inconnue. Contrairement à Djéser, peu de documents subsistent de son règne, ce qui jette de sérieux doutes sur les chiffres avancés par les sources postérieures (dix-neuf ans pour le canon royal de Turin si l'identification avec Nebka est correcte, vingt-huit ans pour Manéthon si l'identification avec Necherophès est correcte). Il faut souligner que ces documents étaient à plus d'un et deux mille ans de l'époque de la IIIe dynastie, il n'est dont pas étonnant qu'ils contiennent des données imprécises et peu fiables.

### Activités
On sait très peu de choses sur les activités de Sanakht pendant son règne. La présence de reliefs le représentant dans le Sinaï au Ouadi Maghara avec ceux de Djéser et Sekhemkhet suggère une présence égyptienne importante à l'époque de la IIIe dynastie. Des expéditions ont été lancées pour l'approvisionnement en ressources minérales, notamment en turquoise.

## Sépulture
Aucune sépulture n'a été formellement identifiée comme étant la demeure d'éternité de Sanakht. Longtemps, la tombe K2 située à Beit Khallaf lui avait été attribuée alors qu'il s'agit d'une tombe d'un dignitaire du royaume ayant vécu pendant la IIIe dynastie.

### Pyramide à degrés de Sekhemkhet?
Comme expliqué plus haut, l'égyptologue Jean-Pierre Pätznick propose d'identifier la pyramide actuellement nommée pyramide de Sekhemkhet comme étant celle de Sanakht car le nom de Nebty Ânkh-Djeseret a été découvert dans la pyramide dans un contexte l'associant au défunt tandis que la découverte du nom d'Horus Sekhemkhet, dont le nom de Nebty a été identifié comme étant Hetep-Ren, est associé à un contexte de culte funéraire. Andrzej Cwiek, s'il considère la publication du sceau d'Éléphantine comme importante pour la compréhension de la chronologie de la période, réfute complètement la réattribution de la pyramide de Saqqarah à Sanakht, jugeant la proposition complètement spéculative.

### El-Deir
À Abou Rawash, un monument de vingt mètres de côté en brique, nommé El-Deir, lui a été attribué par Aidan Dodson. Il donne comme argument que le monument, aujourd'hui largement détruit, se trouvait dans un enclos de 280 × 150 mètres de côté, rappelant la disposition des complexes funéraires de Djéser et Sekhemkhet à Saqqarah,.